# Epichilo
Epichilo é um gênero de mariposa pertencente à família Crambidae.